# Chrást (Nymburk)
Chrást é uma comuna checa localizada na região da Boêmia Central, distrito de Nymburk.